# 12694 Schleiermacher
12694 Schleiermacher è un asteroide della fascia principale. Scoperto nel 1989, presenta un'orbita caratterizzata da un semiasse maggiore pari a 3,2518095 UA e da un'eccentricità di 0,0901565, inclinata di 0,47522° rispetto all'eclittica.